# Winchester Repeating Arms Company
Winchester Repeating Arms Company je americká zbrojovka, nacházející se ve městě New Haven v Connecticutu.

## Produkce
- BAR 1918
- M1 Garand
- Karabina M1
- M14 (puška)
- Winchester Automatic Rifle (WAR)